# Sópatro de Apamea
Sópatro de Apamea (en griego: Σώπατρος ὁ Ἀπαμεύς; Apamea (Siria) - fallecido antes del 337), fue un distinguido sofista y filósofo neoplatónico.

## Biografía
Sópatro fue discípulo de Jámblico, y después de su muerte (c. 325) fue a Constantinopla, donde disfrutó del favor y la amistad personal del emperador Constantino I.
El historiador Sozomeno relata 'una invención de personas que deseaban vilipendiar la religión cristiana'. Constantino le pidió a Sópatro que le purificara después de haber matado a su hijo Crispo a lo que Sópatro se negó.
Juan Lido sitúa a Sópatro en Constantinopla ya en 324, mencionando su participación el 8 de noviembre en la ceremonia tradicional de delimitación de la futura capital del Imperio. También hizo labores de augur, declarando el 11 de mayo de 330 como fecha propicia para ser inaugurada formalmente la nueva ciudad por el emperador.
Sópatro fue uno de los muchos que fueron ejecutados por Constantino, en algún momento antes del año 337. Zósimo atribuye su muerte a las maquinaciones de Ablabio, cónsul en 331. Eunapio alega además que Sópatro fue acusado por Constantino a través de un engaño de Ablabio con la acusación por los cristianos de que, a través de artes mágicas, detuviera una flota cargada de grano para evitar que Constantinopla, la capital del imperio y donde vivía el propio Constantino, recibiera las reservas de alimentos.

## Obras
La Suda enumera que escribió una gran variedad de obras, incluyendo una Sobre la providencia y otra llamada Personas que tienen inmerecida buena o mala fortuna. Se distingue de otro sofista de ese nombre 'De Apamea ... (o más bien, de Alejandría)', quien escribió epítomes de muchos autores y probablemente también los Extractos Históricos, de los que Focio ha conservado un resumen, pareciendo que contenía una gran variedad de hechos y de ficciones, recopilados de una gran cantidad de autores.
El trabajo más significativo atribuido a Sópatro es la Diairesis Zetematon (División de Preguntas), que es una colección de 81 temas de declamación, además de contener instrucciones sobre cómo deben ser tratados (Dialefa). Este texto ofrece la mejor visión a los académicos modernos sobre cómo la retórica y sus alumnos trabajaban en las escuelas.
Otra obra, contra el cristianismo es El espejo de los príncipes y partes de la Historia de la música en 56 libros del escritor Dionisio de Halicarnaso II pasaron al siglo IV a la crestomatía de Sópatros, sujeto del códice 161 de la Biblioteca de Focio. También se encuentran elementos en Hesiquio de Mileto.